# 城郊乡 (虞城县)
城郊乡，是中华人民共和国河南省商丘市虞城县下辖的一个乡镇级行政单位。

## 行政区划
城郊乡下辖以下地区：
丁庄社区、罗庄村、土坷垃村、付堂村、大郭楼村、高庙村、杨后堤村、四河村、宋小楼村、殷楼村、二桑树村、杨老家村、赵祠堂村、崔花庄村、孙门楼村、土楼村、时老家村、张大楼村、三座楼村、郭土楼村、孙窑村、米庄村、西周庄村、裴庄村、郑庄村、毛堂村、许庄村、余庄村和牛楼村。